# Hauptstrasse 9
Die Hauptstrasse 9 ist eine Hauptstrasse in der Schweiz. Auf einer Teilstrecke entspricht sie der Europastrasse 62.
Die Route führt von der Grenze zu Frankreich im Jura durch das Westschweizer Mittelland und über die Alpen zur Grenze zu Italien. Von Vallorbe im Kanton Waadt verläuft sie nach Lausanne, am Nordostufer des Genfersees nach Montreux und durch das Rhonetal und über den Simplonpass nach Gondo und ins Val Divedro.
Dem Verlauf der Hauptstrasse 9 folgt die Simplonlinie der Eisenbahn ziemlich nahe mit Ausnahme der Abschnitte an den Landesgrenzen, wo die Bahn eine Jurakette im Tunnel du Mont d’Or bei Vallorbe und die Alpen bei Brig im Simplontunnel unterquert, während die Strasse über Gebirgspässe führt. Auf der ganzen Strecke queren sich die Strasse und die Simplonlinie an 17 Stellen mit Unter- bzw. Überführungen.
Die Autobahn A9 entlastet die Hauptstrasse und vor allem die Ortsdurchfahrten vom Transitverkehr. Das Trassee der Autobahn liegt streckenweise weit von jenem der Hauptstrasse entfernt.

## Geschichte

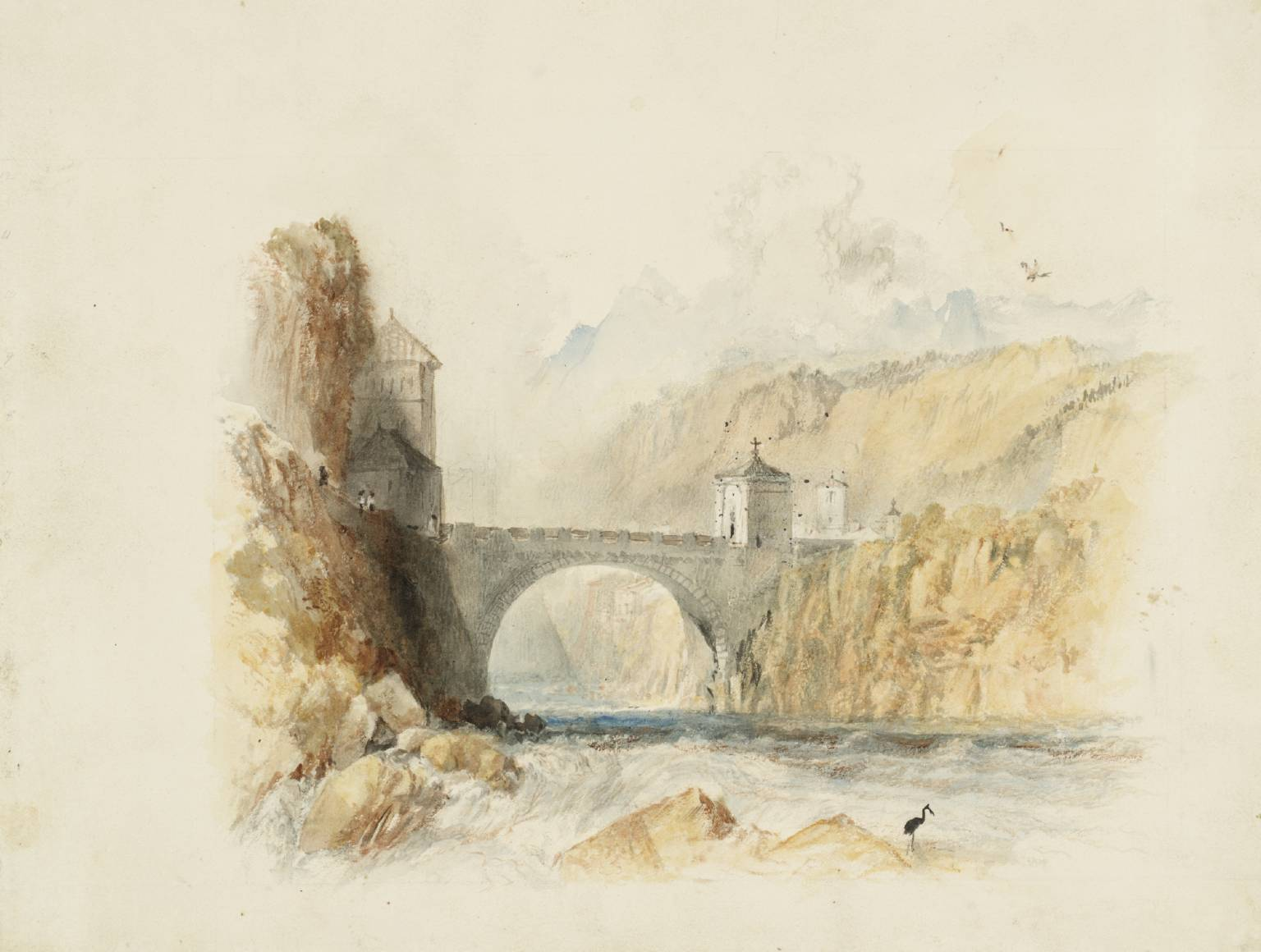
Rhonebrücke bei Saint-Maurice. Aquarell von William Turner (ca. 1826)

Die Strasse vom Unterwallis nach Lausanne und durch den Jura hatte seit der Antike eine grosse überregionale Bedeutung. Von Martigny in die Genferseeregion gehört der Verlauf der Hauptstrasse 9 zur nördlichen Zufahrt an den Alpenübergang über den Grossen St. Bernhard. Für das Mittelalter ist diese Route als Via Francigena bekannt, eine bedeutende Pilgerstrasse nach Rom. Am südlichen Rand des Chablais überquerte die Strasse die Rhone, das grösste Verkehrshindernis, auf der 1491 von Jean Paniot gebauten und 1523 unter Ulrich Ruffiner verbesserten Bogenbrücke von Saint-Maurice. 1959 löste die neue Rhonebrücke in unmittelbarer Nähe die historische Bogenbrücke als Verkehrsträger der Hauptstrasse 9 ab.

«Mit dem Auto auf der Simplonstrasse» (zwischen 1914 und 1918)

Das obere Rhonetal und der Simplonpass waren im Mittelalter relativ bedeutungslose Verkehrswege, die von den Gemeinden nachlässig instand gehalten wurden. Im Jahre 1801 befahl Kaiser Napoleon I. den Bau einer ganzjährig befahrbaren Passstrasse, die im Jahre 1806 fertiggestellt wurde. Ursprünglich sollte diese Strecke insgesamt 15 Kilometer durch Tunnels und Galerien verlaufen, dieser Plan wurde jedoch aus Kostengründen aufgegeben. Aufgrund der hohen strategischen Bedeutung dieser Strasse wurde das Wallis 1810 als Département du Simplon dem französischen Kaiserreich eingegliedert. 1811 zählte die Strasse von Paris über Lausanne und Brig nach Mailand und Rom zu den Hauptadern des französischen Strassennetzes und wurde als Route impériale Nr. 6 bezeichnet.
Der im Jahre 1815 wiedererrichtete Kanton Wallis verabschiedete 1817 ein Strassengesetz, das die Simplonstrasse zur Kantonsstrasse erklärte. Die Strecke durch das Rhonetal war 1835 wieder durchgehend mit Fuhrwerken befahrbar.
Im Flachland hat die Hauptstrasse bis auf den 31 Kilometer langen Abschnitt zwischen Siders und Visp im Wallis heute für den motorisierten Individualverkehr im Fernverkehr nur noch eine untergeordnete Bedeutung, da der Transitverkehr vorwiegend durch die Autobahn A9 übernommen wird. Die Eröffnung des noch fehlenden Autobahnabschnitts war auf 2016 geplant, wurde aber nach etlichen Verzögerungen gemäss Planungen von 2014 auf 2025 verschoben. Inzwischen ist die Fertigstellung der Autobahnstrecke im Pfynwald auf unbestimmte Zeit verzögert.

## Verlauf
Die Strasse beginnt in Vallorbe als Fortsetzung der von Pontarlier aus kommenden Nationalstrasse 57 (Ex-N 67). Sie führt nach Lausanne, der Hauptstadt der Waadt am Genfersee. Von dort aus führt die Strasse entlang des Nordufer des Sees durch Montreux, vorbei am Schloss Chillon nach Villeneuve und folgt der Rhone, die sie bei Saint-Maurice überquert.

Hauptstrasse 9, Simplonlinie der Eisenbahn und Autobahn A9 neben der Rhone zwischen Sitten und Siders; parallel dazu die Hochspannungsleitung St-Léonard-Steg; Brücken über den Fluss bei Granges; links Bergstrasse nach Lens

In Martigny zweigt die Hauptstrasse 21 zum Grossen-St.-Bernhard-Pass ab. Weiter durch das Wallis führt die Strasse nach Sitten, Sierre, Visp und Brig, weitgehend parallel zur Bahnstrecke der Simplonlinie.
Von dort aus führt die Hauptstrasse 19 weiter zum Furkapass, während die Hauptstrasse 9 als Nationalstrasse N9 dritter Klasse zum Simplonpass auf eine Höhe von 2006 m ü. M. führt. Teil der Simplonpassstrasse ist die Ganterbrücke, eine der höchsten Brücken der Schweiz. Jenseits des Passes endet die Strasse bei Gondo an der italienischen Grenze. Auf der italienischen Seite führt die Strada Statale 33 weiter nach Domodossola.
Die Gesamtlänge der Strasse beträgt rund 233 Kilometer. Sie ist bis auf kurze vierspurige Abschnitte zwischen Martigny und Sitten, zwischen Aigle und Montreux sowie zwischen Lausanne und Vevey nicht richtungsgetrennt.